# Estanislao Urquijo y Landaluce
Estanislao Urquijo y Landaluce (Murga, Tierra de Ayala, 7 de mayo de 1816-Madrid, 30 de abril de 1889) fue un empresario y político español, alcalde de Madrid y senador por la provincia de Ávila entre 1886 y 1889. De origen humilde, acumuló una gran fortuna y una gran relevancia en el ámbito de los ferrocarriles en la España del siglo XIX, siendo nombrado marqués de Urquijo en 1871.

## Biografía
Nació el 7 de mayo de 1816, en Murga, aldea de la Tierra de Ayala, actualmente parte de la provincia de Álava, en el seno de una familia de labradores, estudió en Llodio y Madrid. Fue en la capital donde se labró una reputación en el mundo de la banca y la bolsa vinculado tanto a casas locales como a los intereses de inversores extranjeros como los Rothschild, llegando al consejo del Banco de España. El desarrollo del ferrocarril en España tuvo lugar a partir de la ley de 1854 y Urquijo se labró una fortuna como fundador de empresas como "Ferrocarriles del Mediodía" y en empresas navieras. También se benefició de los problemas de otro gran financiero español, el marqués de Salamanca, José de Salamanca y Mayol.
En 1871 el rey Amadeo I le otorgó el Marquesado de Urquijo. Destacado tanto en su provincia natal como en la capital, ocupó diversos cargos honoríficos y llegó a ser diputado general de Álava, entre 1871 y 1873, durante la tercera guerra carlista, defendiendo el régimen foral vasco. Ocupó también la alcaldía de Madrid entre el 11 de mayo y el 17 de septiembre de 1883 y fue senador en 1886. Mantuvo una estrecha amistad con el gobernador vascófilo Miguel Rodríguez Ferrer, autor del libro Los Vascongados, donde figura la dedicatoria a su amigo el marqués de Urquijo.
Falleció el 30 de abril de 1889 en Madrid, en su domicilio de la calle de la Montera n.º 22, donde actualmente puede verse una placa conmemorativa dedicada por la Sociedad de Escritores y Artistas en 1890.
Estanislao Urquijo tiene en su nombre una calle en Madrid, la calle del Marqués de Urquijo, que desemboca en el paseo del Pintor Rosales. Su denominación sustituyó a la antigua calle de Areneros y fue un acuerdo municipal del 8 de marzo de 1889.